# Amegilla epaphrodita
Amegilla epaphrodita là một loài Hymenoptera trong họ Apidae. Loài này được Brooks mô tả khoa học năm 1988.